# Darregueira
Darregueira es una localidad del sudoeste de la provincia de Buenos Aires, Argentina. Es la localidad con más población del Partido de Puan. Atravesada por la Ruta Prov. n.º 76, dista unos 15 kilómetros del límite con la provincia de La Pampa y unos 180 kilómetros con la ciudad de Bahía Blanca.
Es una localidad dedicada principalmente a la agricultura y ganadería, aunque la importante cantidad de instituciones locales genera un gran aporte económico, sobre todo en épocas de sequía agropecuaria. El comercio se encuentra orientado principalmente al abastecimiento de las necesidades locales y regionales.

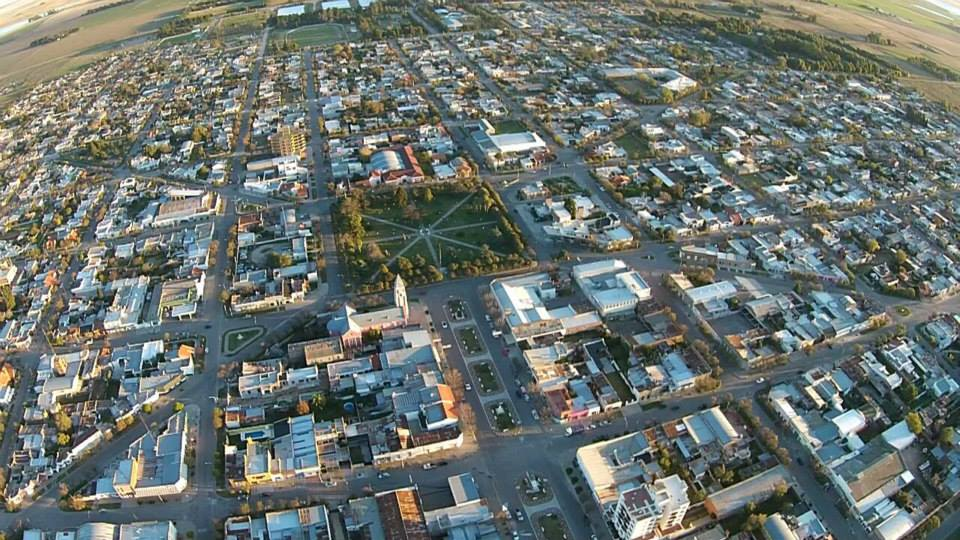
Vista aérea de Darregueira. En el centro se distingue la Plaza Melín Alhué.

Debe su nombre a quien fue uno de los diputados del Congreso de Tucumán, José Darregueira.

## Historia
Las primeras incursiones en esta región se produjeron a partir de 1688, año en que fueron descubiertas las Salinas Grandes. Recién fue confirmada su existencia diez años después con mayores datos de dirección y distancia.
Estas resultaban de vital importancia para la provisión de sal utilizada en la conservación de los alimentos y su importación desde Cádiz era costosa.
La adopción del caballo por parte del indio y las irrupciones de los malones a las estancias hicieron que las relaciones entre los aborígenes y el colonizador se tensaran cada vez más. Cuando asume la presidencia Nicolás Avellaneda, junto a su Ministro de Guerra Adolfo Alsina ponen en marcha un plan para desplazar al indio con un avance de tropas que se afincarían en fortines diseminados a lo largo de una zanja a construirse, la denominada Zanja de Alsina, cuya función era detener el robo de ganado. Proyectada desde Italó, al sur de Córdoba, hasta Bahía Blanca, solo se construyó parte de esta, por su alto costo en herramientas, mano de obra y tiempo.
Cuando asume a la presidencia Julio Argentino Roca, con una estrategia más ofensiva, arremete contra el indio por la fuerza, logrando así su objetivo. Algunos de los aborígenes se aliaron al blanco, otros se retiraron hacia el sur y tan solo algunos rebeldes asediaron en malones dispersos algunos años más.
De esta manera se logra extender la línea de frontera hasta el río Negro. Ganadas las tierras se lotearon en parcelas de 10 000 hectáreas cada una y luego fueron vendidas. 
Algunos años más tarde se pensó en un medio de transporte para sacar la producción, así se extienden los distintos ramales de ferrocarril a cargo de empresas de origen inglés.
De esta manera se establece la Estación Darregueira en tierras vendidas para tal fin por el Sr. Jorge Corbett. La Estación Darregueira coincide con el empalme de dos líneas férreas, esto incidió en el rápido crecimiento del pueblo con un importante asentamiento de pobladores que vieron en Darregueira un sitio posible para el progreso.
El 5 de octubre de 1906 se habilita la estación junto al ramal Nueva Roma-Darregueira, fecha considerada como la de fundación de la localidad.
La empresa ferroviaria Bahía Blanca y Noroeste, administrado por el Ferrocarril al Pacífico, fue la encargada de dar origen y forma al poblado ya que había adquirido las tierras suficientes para la formación de un pueblo, un total de 4915 has. Para tal fin procedió al diseño de calles, diagonales, las cuadras y sus correspondientes parcelas, la ubicación de la plaza y de los principales edificios para los cuales reservó los terrenos. De esa manera el 31 de marzo de 1912 se procedió al remate de los lotes de la Estación Darregueira. Por aquel entonces ya existían varios pobladores, principalmente en la calle frente a la estación donde se encontraban varios hoteles, almacenes, carnicerías, entre otros.

## Toponimia
Es en honor al Dr. José Darregueira (1770-1817), natural de Moquegua, Perú, jurisconsulto de vasta ilustración que sirvió a la causa de la libertad argentina desde 1810 y que fue miembro de la Cámara de Apelaciones en 1815 y diputado al Congreso de Tucumán en cuyo seno tuvo relevante actuación.
Inicialmente tanto la estación como el pueblo se denominaban "Darragueira". Había un error de grafía por cuanto el prócer cuyo nombre fue impuesto a la Estación, y por consiguientemente al pueblo, era el Dr. José Darregueira. Por ese motivo el Ministerio de Obras Públicas, con fecha 4 de marzo de 1927, rectifica este error y a partir de ese momento tanto la Estación como el Pueblo se denominan Darregueira (Boletín Oficial 9688, pág. 961, 3.ª columna).
De todas formas, el apellido original del Dr. era Darregueyra. El hecho de nunca rectificar este otro error en la i, generó que en la actualidad se emplee el término "Darregueira" para referirse incluso al prócer.

## Población
Cuenta con 5,547 habitantes (Indec, 2010), lo que representa un incremento frente a los 5,389 habitantes (Indec, 2001) del censo anterior.
| Gráfica de evolución demográfica de Darregueira entre 1947 y 2010 |
|                                                                   |
| Fuentes: INDEC                                                    |

## Atractivos
Iglesia Nuestra Señora del Perpetuo Socorro
Se destaca en pleno centro de Darregueira, frente a la Plaza Melín Alhué, con una combinación de estilos neorrománico y neogótico.
Molino eólico “Hércules”
Es un generador eólico construido en Dinamarca. El molino, de 42 metros de altura con aspas que recorren un círculo imaginario de 28 metros, produce 750 kilovatios por hora de potencia. Fue instalado en 1998.
Laguna “La Salada”
Si bien se ubica en el Partido de Adolfo Alsina, toda su infraestructura lindante fue construida por habitantes de Darregueira que fundaron el “Club de Pesca y Balneario La Salada” y la tomaron como propia debido a su cercanía (20 km).

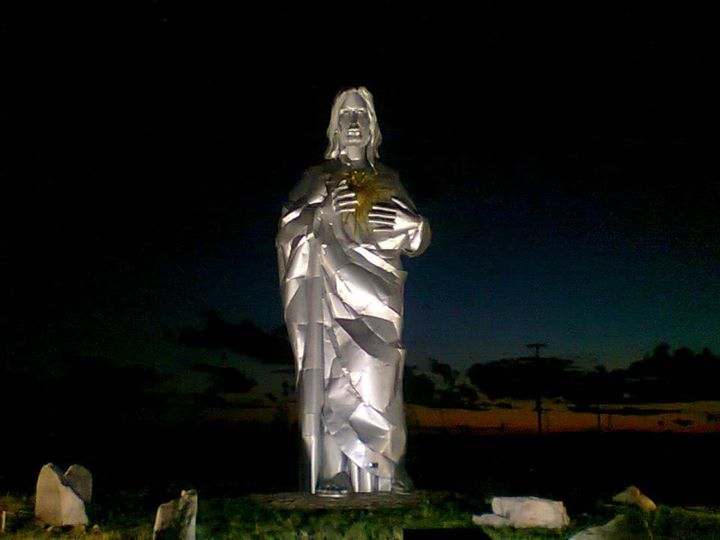
Sagrado Corazón de Jesús.

Tiene una superficie de unas 900 hectáreas y una profundidad que varía de 4 a 12 metros. Es de aguas salobres, como lo indica su nombre, y tiene como afluente el arroyo Goyena. Es apta para la pesca de dientudos y pejerrey.
Sagrado Corazón de Jesús
Se trata de una imponente obra de 9 metros de altura diseñada por el escultor Raúl Espínola, que fue inaugurada en 2011.
Es la escultura referida al Sagrado Corazón de Jesús más grande de Argentina.
Museo 5 de octubre

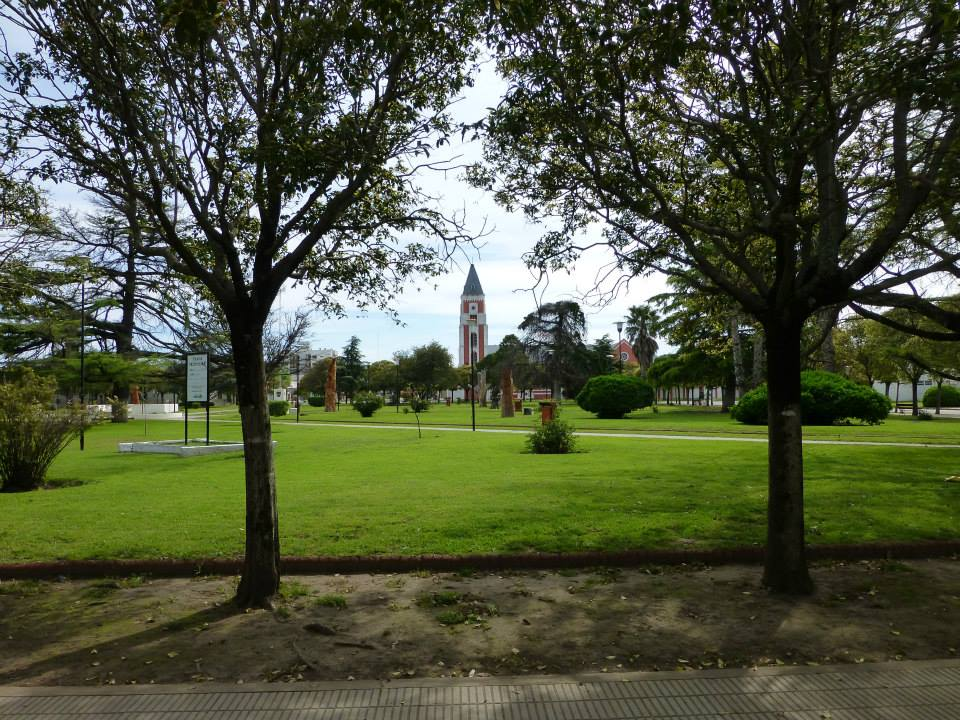
Plaza Melin Alhué. Al fondo se puede apreciar la torre de la Parroquia Nuestra Señora del Perpetuo Socorro.

Un espacio lleno de nostalgias y regocijos que ostenta un marcado reconocimiento a la tierra y a la estirpe de las familias darregueirenses.
Plaza Melín Alhué
Constituye la Plaza central de la localidad. Su nombre indígena hace referencia a la frase "ser cuatro almas" por el número de diagonales que convergen en ella valorizando a las  principales corrientes inmigratorias que conformaron el pueblo al principio del siglo XX. Es decir, Alemania, España, Italia y Francia.
Es, sin lugar a dudas, el principal punto de encuentro de la juventud darregueirense todas las tardes y principalmente en noches de verano donde retornan al pueblo estudiantes que se encuentran en otras ciudades.

## Instituciones
La localidad se destaca por la gran cantidad de instituciones de carácter educativo, cultural y deportivo en relación con la cantidad de habitantes. 
En referencia al ámbito educativo cuenta con dos escuelas de educación inicial, dos escuelas primarias, una escuela de educación especial, cuatro instituciones de nivel secundario, un instituto de nivel terciario, un centro de educación complementaria, un centro de educación física y un taller protegido.
En el aspecto deportivo, posee tres clubes de fútbol que ofrecen también otras actividades como tenis, bochas, pelota paleta, hockey, rugby y atletismo. En tanto que disciplinas como vóley, básquet y balonmano son practicadas semanalmente en el Polideportivo Municipal, donde funciona el CEF N°103 "Prof. Rubén Darío Hernández".
La salud es brindada por un hospital formado por una asociación sin fines de lucro perteneciente al pueblo y un centro integrador comunitario (C.I.C.).
Entre la gran cantidad de instituciones asociadas a diferentes manifestaciones del arte, la cultura y las tradiciones; se destacan agrupaciones folclóricas, una biblioteca popular, centros tradicionalistas, asociaciones representativas de colectividades y un centro de artesanos entre otras entidades dedicadas a la enseñanza de idiomas, danzas, música y otras expresiones artísticas.

## Calles
Varias calles de la localidad deben su nombre a lugareños que por su labor fueron eternizados con la mencionada distinción.
Carlos Martín Bartusch: Nació en Alemania en 1890. Se instaló en Darregueira en 1931 y se convirtió en un verdadero empresario que amasó una considerable fortuna, aunque su espíritu altruista hizo que muriera pobre y humilde donando paulatinamente toda su fortuna a las instituciones locales.
Dr. Rubén Figueroa: Nació en Coronel Pringles el 4 de agosto de 1925. Colaboró con todas las instituciones locales sin pertenecer a ninguna. Sus restos descansan en el cementerio de Darregueira.
Maestro Antonio González Rey: Nació en Lamela (España) el 17 de febrero de 1895. Con 13 años partió a la Argentina. Se recibió de maestro en La Plata a los 21 años. En Darregueira participó en la Sociedad Española se Socorros Mutuos, promovió y fue docente del Instituto San Martín, colaboró en la Biblioteca, en la Cooperativa La Emancipación y publicó un periódico local llamado “Nuevos Rumbos”. Sus restos descansan en la necrópolis local.
Maestro Jesús López: Nació en Santander (España) el 20 de enero de 1872. Fue maestro en Tres Cuervos, Felipe Solá y Darregueira. Sus restos descansan en el cementerio local.
Dr. Antonio Magadan: Nació en Hinojo, Provincia de Buenos Aires, el 29 de agosto de 1897. Se recibió de Licenciado en Medicina en la Universidad de Santiago de Compostela (España). Llegó a Darregueira en 1937. Actuó en los clubes “4 de junio” (hoy Argentino Juniors) y Gimnasia. Se distinguió por su actitud afable y cariñosa. Fue uno de los fundadores del Hospital.
Padre José Enrique Niehaus: Nació en Bochum (Alemania). Luego de su ordenación fue enviado a la Argentina, más precisamente a Tucumán. En 1949 fue designado Párroco y Superior de Darregueira. Luego tuvo un paso por Corrientes y regreso definitivamente a la localidad. Durante su segundo periodo de párroco, concretó sus esfuerzos en dotar a la población de un centro cultural y de formación para la zona que se cristalizó con la construcción del Agrotécnico San José Obrero.
Comandante Paris: Juan Víctor Paris nació el 27 de julio de 1860 en Francia. Era el menor de doce hermanos y llegó a la Argentina en compañía de su hermano Juan Emilio. En 1880 ya era oficial de la Guardia Nacional. Tuvo una destacada participación en el ejército nacional ayudando al general Roca. Sus restos descansan en el cementerio de Chacarita.
Miguel Rivkin: Nació en Rusia, a los dos años emigró con sus padres a Argentina y fue inscripto como nacido en Macachín el 2 de mayo de 1913. Se radicó en 1938 en Darregueira “con muchas ganas de trabajar”, como decía siempre. Fue Presidente de la Comisión Pro-Hospital Darregueira e intervino también en el Club Darregueira y CELDA.
Pedro Soler Galeano: Fue uno de los primeros médicos en establecerse en Darregueira y falleció con 53 años sin dejar descendencia. Contribuyó a la creación del Hospital.

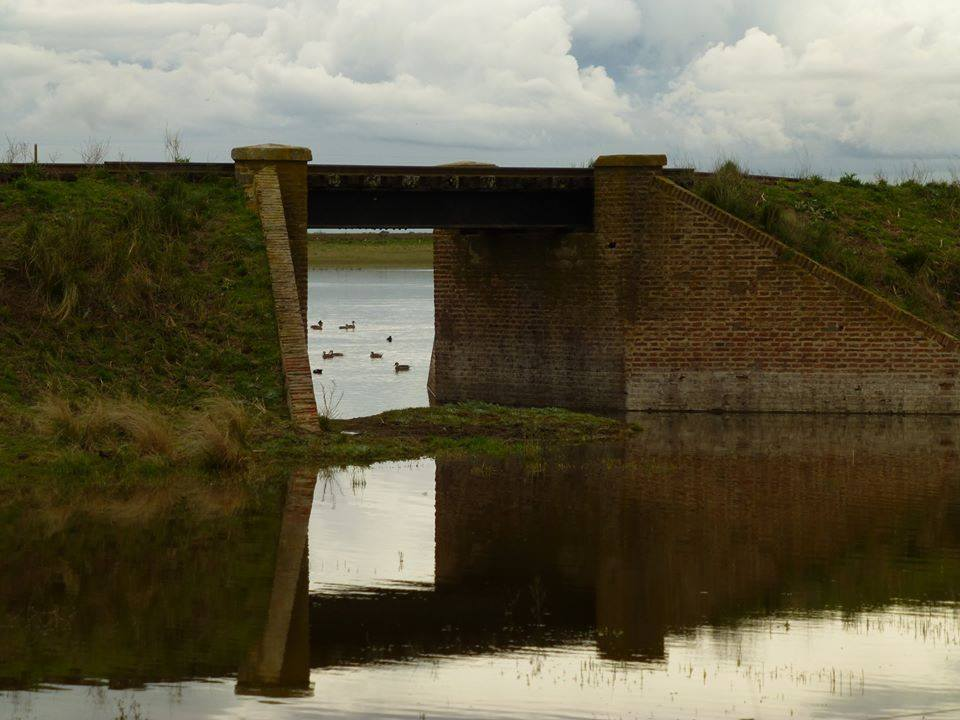
Laguna lindera a Darregueira.

Floreano Stickar: Nació en Coronel Suárez el 25 de septiembre de 1905. Se establece junto a su familia en Darregueira en 1910. Fue intendente del distrito en dos oportunidades representando al Partido Justicialista.
Andres Torre: Nació en Puan el 2 de julio de 1908. A los 20 años se trasladó a Darregueira donde se destacó como socio fundador del Aero Club, del Club Darregueira y CELDA.
Julio Viñas: Nació en Buenos Aires el 7 de octubre de 1905. Se graduó en Medicina con 24 años, vivió en Bordenave y luego en Darregueira. Fue un activo promotor del hospital local, también se desempeñó como el primer secretario de CELDA y los clubes locales contaron con su participación. Además impulsó la creación del Instituto San Martín. Sus restos descansan en el cementerio de la localidad

## Darregueirenses destacados
- Miguel Ángel Vera: intendente del partido de Puan. Gracias a él Darregueira progresó a través de las obras, infraestructura y remodelación total de la ciudad, ayuda a instituciones, etc.
- José Narosky: escribano y escritor argentino, principalmente de aforismos.
- Cristian Aliaga: escritor y periodista argentino.
- Victor Zwenger: Exfutbolista, director técnico. Formado futbolísticamente en Gimnasia y Esgrima de Darregueira.
- Hugo Gottfrit: Exfutbolista. Supo vestir la camiseta de Gimnasia y Esgrima La Plata como así también las de San Luis Fútbol y Club de Fútbol Atlante. Formado futbolísticamente en Club Darregueira.
- Hernan Stork: Futbolista. Entrena en la primera del club Boca de Mar del Plata.
- Ailén Bechara: Modelo y Actriz. Comenzó su carrera como secretaria del conductor de televisión argentino Guido Kaczka. En el año 2015 fue participante del certamen Bailando 2015 del programa televisivo ShowMatch, conducido y producido por Marcelo Tinelli, obteniendo en éste el título de Subcampeona.
- Denise Cerrone: Actriz y Cantante. Es la pareja del actor y productor teatral Omar Suárez y productora de varios de sus ciclos teatrales en importantes plazas turísticas como Villa Carlos Paz y Mar Del Plata.

## Parroquias de la Iglesia católica en Darregueira
| Arquidiócesis | Bahía Blanca                        |
| ------------- | ----------------------------------- |
| Parroquia     | Nuestra Señora del Perpetuo Socorro |